# Song Kang
Đây là một tên người Triều Tiên, họ là Song.
Song Kang (tiếng Hàn: 송강, sinh ngày 23 tháng 4 năm 1994) là một nam diễn viên, người mẫu người Hàn Quốc, anh xuất hiện lần đầu trên truyền hình trong loạt phim hài lãng mạn 2017 Kẻ nói dối và người tình. Năm 2019, anh bắt đầu được mọi người chú ý tới với vai diễn Hwang Sun-oh trong bộ phim Love Alarm.

## Sự nghiệp
Song Kang xuất hiện lần đầu trên truyền hình trong loạt phim hài lãng mạn 2017 The Liar and His Lover, trong đó anh đóng vai người bạn thời thơ ấu của nhân vật chính Baek Jin-woo. Cùng năm, anh tham gia bộ phim gia đình Man in the Kitchen kết thúc phát sóng vào năm 2018. Anh cũng xuất hiện trong 2 video âm nhạc:"Sweet Summer Night"  của The Ade & "Love Story" của Suran. Năm 2017 anh tham gia buổi fan meeting "Giới thiệu về tân binh" của Namoo Actors vào ngày 8 tháng 7 năm 2017 cùng với Oh Seung-hoon và Lee Yoo-jin. Vé của buổi fan meeting đã bán hết trong vòng 30 giây. Một tuần sau đó anh ra mắt bộ phim "Beautiful Vampire".
Song Kang đã từng làm MC cho chương trình âm nhạc Inkigayo phát sóng từ ngày 18 tháng 2 đến ngày 28 tháng 10 năm 2018 cùng với Mingyu của Seventeen và Jung Chae-yeon của DIA.Cùng năm, anh ấy xuất hiện trong chuyến lưu diễn San Francisco của chương trình truyền hình Salty Tour cùng Sunny và Park Chanyeol.Anh ấy cũng trở thành một thành viên cố định của chương trình tạp kỹ Village Survival, the Eight. Anh ấy được đề cử ở hạng mục "Giải thưởng tân binh" trong Lễ trao giải  SBS Entertainment lần thứ 12 cho các tác phẩm của anh ấy trên Inkigayo và Village Survival, the Eight.
Vào năm 2019, Song Kang xuất hiện với vai trò khách mời trong tập phim 13 Chạm vào tim em của đài tvN.  Anh cũng nhận lời đóng một vai phụ trong Khi quỷ gọi tên em, bộ phim chuyển thể từ Faust của Goethe.  Anh lần đầu đóng vai chính trong bộ phim truyền hình Netflix Love Alarm.  Anh ấy cũng xuất hiện trong video âm nhạc "Call Me Back" của Vibe.
Vào năm 2020, Song nhận lời đóng vai chính trong bộ phim truyền hình Sweet Home, chuyển thể từ webtoon cùng tên.

## Danh sách phim

### Phim điện ảnh
| Năm  | Tên               | Vai diễn     |
| ---- | ----------------- | ------------ |
| 2018 | Beautiful Vampire | Lee So-nyeon |

### Phim truyền hình
| Năm       | Tên                            | Vai diễn       | Kênh    | Bạn Diễn                 | Ghi chú            | Tham khảo |
| --------- | ------------------------------ | -------------- | ------- | ------------------------ | ------------------ | --------- |
| 2017      | Kẻ nói dối và người tình       | Baek Jin-woo   | tvN     | Lee Hyun-woo, Joy        |                    | [ 9 ]     |
| 2017–2018 | Quý ông góc bếp                | Kim Woo-joo    | MBC     | On Joo-wan, Sooyoung     |                    | [ 10 ]    |
| 2019      | Chạm vào tim em                | Deliveryman    | tvN     |                          | Khách mời (tập 13) | [ 11 ]    |
| 2019      | When the Devil Calls Your Name | Luka Aleksević | tvN     |                          |                    | [ 12 ]    |
| 2019      | Love Alarm                     | Hwang Sun-oh   | Netflix | Kim So Hyun, Jung Ga-ram |                    | [ 13 ]    |
| 2020      | Sweet Home                     | Cha Hyun-soo   | Netflix |                          |                    | [ 14 ]    |
| 2021      | Love Alarm 2                   | Hwang Sun-oh   | Netflix | Kim Si Eun               |                    | [ 13 ]    |
| 2021      | Navillera                      | Lee Chae Rok   | tvN     |                          |                    | [ 15 ]    |
| 2021      | Nevertheless                   | Park Jae-eon   | JTBC    | Han So-hee               |                    | [ 17 ]    |
| 2022      | Dự báo tình yêu và thời tiết   | Lee Shi-woo    | JTBC    | Park Min-young           |                    | [ 18 ]    |
| 2023      | My Demon                       | Jung Gu Won    | SBS     | Kim Yoo-Jung             |                    | [ 16 ]    |

### TV show
| Năm       | Tên                         | Vai diễn                | Kênh | Tham khảo |
| --------- | --------------------------- | ----------------------- | ---- | --------- |
| 2018      | Inkigayo                    | Chính (tập 945–979)     | SBS  | [ 19 ]    |
| 2018      | Salty Tour                  | Diễn viên (tập 28–30)   | tvN  |           |
| 2018      | Happy Together              | Khách mời (tập 556–557) | KBS2 |           |
| 2018–2019 | Village Survival, the Eight | Diễn viên (tập 1–12)    | SBS  | [ 20 ]    |
| 2020      | Running Man                 | Khách mời (tập 533)     | SBS  |           |

### Music video
| Năm  | Tên bài hát                          | Ca sĩ   | Tham khảo |
| ---- | ------------------------------------ | ------- | --------- |
| 2017 | "Sweet Summer Night" (달콤한 여름밤) | The Ade | [ 21 ]    |
| 2017 | "Love Story" (러브스토리)            | Suran   | [ 22 ]    |
| 2019 | "Call Me Back" (이 번호로 전화해줘)  | Vibe    | [ 23 ]    |

## Giải thưởng và đề cử
| Năm  | Giải Thưởng                      | Hạng Mục                             | Đề Cử                                 | Kết Quả   | Tham Khảo |
| ---- | -------------------------------- | ------------------------------------ | ------------------------------------- | --------- | --------- |
| 2021 | Asia Contents Awards             | Newcomer Actor                       | Navillera                             | Đề cử     |           |
| 2021 | Asia Contents Awards             | ACA Excellence Award                 | Sweet Home                            | Đoạt giải |           |
| 2021 | Baeksang Arts Awards             | Diễn viên mới xuất sắc - Truyền hình | Sweet Home                            | Đề cử     | [ 24 ]    |
| 2021 | Brand Of The Year Awards         | Seoul Tourism Foundation CEO Award   |                                       | Đề cử     |           |
| 2021 | Brand Customer Loyalty Award     | Nam diễn viên - Ngôi sao mới         |                                       | Đoạt giải | [ 25 ]    |
| 2021 | News Hallyu Expo                 | Male Actor - Rising Star             |                                       | Đoạt giải |           |
| 2021 | Seoul International Drama Awards | Outstanding Korean Actor             | Sweet Home                            | Đề cử     |           |
| 2021 | Seoul International Drama Awards | Character Of The Year                | Sweet Home                            | Đoạt giải |           |
| 2018 | SBS Entertainment Awards         | Giải thưởng tân binh                 | Village Survival, the Eight, Inkigayo | Đề cử     | [ 26 ]    |